# Rapport Tindemans
 (mai 2025).
La mise en forme du texte ne suit pas les recommandations de Wikipédia : il faut le « wikifier ».
Les points d'amélioration suivants sont les cas les plus fréquents. Le détail des points à revoir est peut-être précisé sur la page de discussion.
- Les titres sont pré-formatés par le logiciel. Ils ne sont ni en capitales, ni en gras.
- Le texte ne doit pas être écrit en capitales (les noms de famille non plus), ni en gras, ni en italique, ni en « petit »…
- Le gras n'est utilisé que pour surligner le titre de l'article dans l'introduction, une seule fois.
- L'italique est rarement utilisé : mots en langue étrangère, titres d'œuvres, noms de bateaux, etc.
- Les citations ne sont pas en italique mais en corps de texte normal. Elles sont entourées par des guillemets français : « et ».
- Les listes à puces sont à éviter, des paragraphes rédigés étant largement préférés. Les tableaux sont à réserver à la présentation de données structurées (résultats, etc.).
- Les appels de note de bas de page (petits chiffres en exposant, introduits par l'outil «  Source ») sont à placer entre la fin de phrase et le point final[comme ça].
- Les liens internes (vers d'autres articles de Wikipédia) sont à choisir avec parcimonie. Créez des liens vers des articles approfondissant le sujet. Les termes génériques sans rapport avec le sujet sont à éviter, ainsi que les répétitions de liens vers un même terme.
- Les liens externes sont à placer uniquement dans une section « Liens externes », à la fin de l'article. Ces liens sont à choisir avec parcimonie suivant les règles définies. Si un lien sert de source à l'article, son insertion dans le texte est à faire par les notes de bas de page.
- La présentation des références doit suivre les conventions bibliographiques. Il est recommandé d'utiliser les modèles {{Ouvrage}}, {{Chapitre}}, {{Article}}, {{Lien web}} et/ou {{Bibliographie}}. Le mode d'édition visuel peut mettre en forme automatiquement les références.
- Insérer une infobox (cadre d'informations à droite) n'est pas obligatoire pour parachever la mise en page.

Pour une aide détaillée, merci de consulter Aide:Wikification.
Si vous pensez que ces points ont été résolus, vous pouvez retirer ce bandeau et améliorer la mise en forme d'un autre article.
Le rapport Tindemans est un rapport élaboré par Léo Tindemans dans les années 1970 ayant pour objectif diverses améliorations européennes.

## Contexte historique

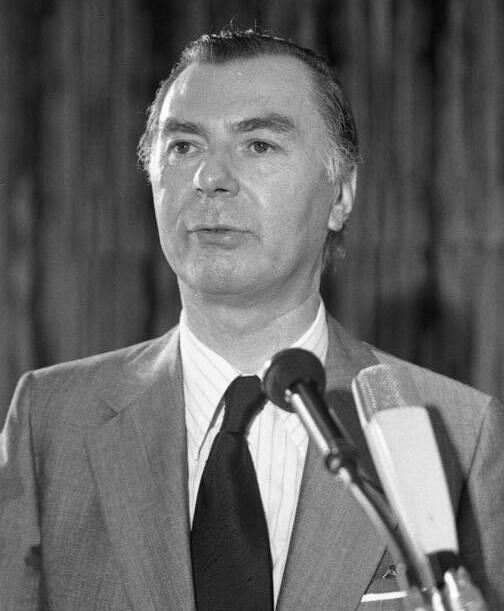
Photo de Léo Tindemans, auteur du rapport Tindemans

Le 9 et 10 décembre 1974 se tient le sommet de Paris (« sommet des Neuf ») à l’issue duquel Léo Tindemans, Premier ministre belge entre avril 1974 et octobre 1978, a reçu la responsabilité de rédiger un rapport de synthèse dans lequel il explique ce qu’il faut entendre par « union européenne ». Ce rapport devait être établi sur la base de l’analyse des comptes-rendus émanant des institutions communautaires, enrichie par les consultations approfondies menées auprès des autorités gouvernementales et des principales instances représentatives de l’opinion publique au sein de la communauté.
À partir de 1970, la Communauté économique européenne entre dans sa phase définitive, à cette occasion, lors du Sommet de la Haye, les chefs d’État des six de la Communauté européenne établissent le programme de cette phase définitive. Quatre objectifs avaient été fixés : (1) renforcer les acquis communautaires, en particulier à propos de la solidarité financière liée à la politique agricole commune ; (2) l’élargissement de la Communauté européenne à la Grande-Bretagne, l’Irlande, la Norvège et au Danemark ; (3) l’approfondissement de la Communauté par la mise en œuvre de l’Union économique et monétaire ; (4) la mise en place d’un mécanisme de collaboration en matière de politique extérieure.
En 1972, un objectif s’ajoute lors de la conférence des chefs d’État et de gouvernement des pays membres des Communautés européennes : remanier les relations des États membres en une union européenne. Aucune définition précise n’existait encore pour désigner ce que serait « l’Union européenne », toutefois, ce projet s’inscrivait dans une dynamique portée par des objectifs et des aspirations. Peu après la nouvelle Europe des Neuf, le premier choc pétrolier de 1973, met en lumière les divergences d’opinion des pays de la Communauté européenne, les relations se détériorent en même temps que l’économie européenne. Dans l’absence d’un réel siège décisionnel politique pour l’Europe, les Neuf décident de créer le Conseil européen le 9 décembre 1974 et de relancer le projet de la construction européenne. C’est à cette occasion que Léo Tindemans est chargé d’élaborer un rapport. Dans ce dernier, il plaide une relance ambitieuse de la construction européenne, il prône une restructuration des institutions et la mise en place de politiques communes. En tant que fédéraliste convaincu, il propose une Europe plus unie, plus démocratique, plus solidaire.

## Le choix de Léo Tindemans
En octobre 1974, conscient de la nécessité d’établir un rapport sur l’union européenne future, le Premier ministre belge, Léo Tindemans, évoque l’idée de mettre en place un groupe de travail présidé par l’un des chefs de gouvernement. 
Il s’agit alors de trouver la personne la plus adéquate. Il faut en effet que ce rapport émane d’un pays favorable au développement de l’Europe, qui ménage les intérêts et susceptibilités de ses membres et qui reçoive leur adhésion par la voie de la conciliation. 
La Belgique s’avère être l’État qui réunit les qualités essentielles à cet effet. Pays de compromis et de conciliation de par ses origines et son histoire, elle est l’un des membres fondateurs de l’Europe.
En matière de politique étrangère, la Belgique présente les caractéristiques suivantes :
1.     Elle agit sur base de la coopération multilatérale et non en position de domination ;
2.     Elle manie la diplomatie et la concertation au sein des institutions ;
3.     Elle n’est pas en position de demandeur ;
4.     Elle émet des propositions raisonnables et fait preuve de souplesse.   
 Les Hollandais, également pressentis pour établir le rapport, n’ont pas été choisis en raison de leur position souvent moins souple, notamment en matière de politique étrangère.
C’est donc Monsieur Tindemans qui s’est vu confier cette mission, considéré comme un homme de compromis et de réalisme, défenseur du développement européen.

## Élaboration du rapport
La méthode de travail adoptée par Tindemans reposait sur deux démarches complémentaires.
Il a d’abord basé ses recherches sur une multitude de rapports et documents de synthèse provenant des institutions communautaires et de groupes d’experts antérieurs, comme le rapport de Werner (concernant l’union économique et monétaire), le rapport Vedel (portant sur le rôle du Parlement européen) ou encore le rapport Spierenburg (relatif à la réforme institutionnelle). Ces documents suggéraient des réformes allant dans un sens communautaire, notamment en matière de politique étrangère, de budget, de défense, de droits fondamentaux, ainsi que d’intégration monétaire et financière. Une vaste concordance se manifestait autour de propositions telles que l’élection du Parlement européen au suffrage universel direct, le renforcement de ses pouvoirs, la création d’un gouvernement européen composé de personnalités indépendantes des États, et la renonciation au principe de l’unanimité au sein du Conseil.
Par ailleurs, Tindemans a conduit une large campagne de concertation dans les capitales des États membres de la CEE. Il a rencontré plus 600 personnalités issues des « forces vives », notamment des domaines politiques, économiques, syndicales, académiques et sociales. Ces entretiens, organisés principalement du dimanche après-midi au mardi midi, étaient orchestrés à l’avance par ses collaborateurs, dont Félix Standaert, et guidés par un aide-mémoire sur les réformes européennes regroupant environ une trentaine de questions.
Ces multiples rencontres ont permis de stimuler la réflexion collective mais également d’éveiller et de sensibiliser la conscience des élites européennes face à la crise communautaire, quand bien même que le contenu exact de nombreux échanges était secret et confidentiel. L’une des contributions les plus marquantes fut celle de Hermann J. Abs (président du Conseil de surveillance des banques allemandes) qui a souligné la nécessité d’une redéfinition intellectuelle du projet européen. Selon lui, il fallait plutôt revitaliser les structures existantes et de mettre en œuvre les principes déjà adoptés à la place de constituer de nouvelles institutions communautaires. Ses idées correspondaient à celles du Premier ministre belge.
Tout de même, des oppositions ont été manifestées. En France, Michel Debré (U.D.R.) et Georges Marchais (P.C.F.) ont exprimé leur désaccord avec le projet et ont refusé l’invitation de rencontre avec Tindemans. Par ailleurs, le Premier ministre a également exprimé sa déception face au scepticisme de certains responsables danois et néerlandais, tout en mettant en avant l’ouverture manifestée par les Italiens.
Au cours de l’année 1975, deux options pour la forme définitive du rapport ont été envisagées:  soit un document-programme de moyen terme reflétant le consensus des forces européennes, soit un texte plus politique axé sur des propositions concrètes réalisables à court terme. Un premier avant-projet correspondant à l’option initiale fut élaborée pendant l’été, mais le danger de raviver des dissensions doctrinales sur la nature de la construction européenne conduisit Tindemans à opter pour un rapport davantage pragmatique. Grâce à l’appui de trois fonctionnaires du Ministère des Affaires étrangères, il organisa, à partir de l’automne 1975, une série de réunions hebdomadaires avec ses collaborateurs au domaine royal de Stuyvenberg. Ces derniers plaidèrent en faveur d’un rapport répondant à la seconde option. C’est au cours de ces réunions que fut élaborée la version définitive du rapport, transmise aux chefs de gouvernement le 30 décembre 1975. Ce document était structuré en trois parties :  les fondements de l’Union, les actions sectorielles concrètes, et les réformes institutionnelles nécessaires à leur mise en œuvre.
Finalement, le 7 janvier 1976, Léo Tindemans partagea son rapport au public. Lors de la présentation, le Premier ministre a déclaré avoir atteint ses deux buts : présenter une vision cohérente de l’avenir européen et déterminer les mesures concrètes pour lancer la réalisation.

## Contenu du rapport
Le rapport Tindemans, présenté en 1975 par le Premier ministre belge Leo Tindemans, se divise en cinq chapitres, chacun traitant d’un aspect fondamental de la construction européenne. Il s'agit d'une tentative ambitieuse de définir une vision cohérente de l’Union européenne à long terme, tout en mettant l’accent sur des dimensions politiques, économiques, sociales et institutionnelles.
Une vision commune de l'Europe
Le premier chapitre, intitulé "Une vision commune de l’Europe", expose les principes fondateurs d’une Europe plus démocratique, solidaire et axée sur l’humain. Le rapport plaide pour la nécessité d’une action commune dans divers domaines : politique étrangère, solidarité économique et sociale, réduction des inégalités, amélioration de la qualité de vie et définition d’objectifs collectifs pour les États membres.
Politique étrangère et sécurité
Le deuxième chapitre aborde la question de la politique étrangère de l’Europe. Tindemans plaide pour une progression vers une véritable politique extérieure commune, en allant au-delà des simples consultations intergouvernementales. Il préconise que, même sans consensus total, les tendances minoritaires s’ajustent à la majorité à la suite des débats, instaurant de ce fait une dynamique majoritaire dans les affaires internationales.
Deux axes prioritaires sont identifiés pour une voix commune de l’Europe : le dialogue avec les États-Unis et le rôle dans le nouvel ordre économique mondial, en particulier en ce qui concerne les relations Nord-Sud.

Concernant la sécurité, Tindemans admet l’impossibilité d’une défense commune. Il recommande toutefois des échanges réguliers de vues et la création d’une agence européenne d’armement, dont l’objectif est de favoriser la standardisation, la spécialisation et l’autonomie stratégique des États membres.
Europe économique et sociale
Le chapitre trois, souvent considéré comme le plus sujet à controverse, traite des problématiques économiques et sociales : l’énergie, la recherche, la politique régionale et la politique sociale. Constatant l’absence du progrès vers une union économique et monétaire, Tindemans invite le Conseil européen à relancer le débat et suggère une démarche différenciée : les États qui en ont la capacité d’avancer doivent le faire, alors que ceux en difficulté devraient bénéficier d’aide et de soutien pour les rejoindre. Il plaide pour un renforcement du mécanisme du "serpent " monétaire comme levier de convergence économique, le considérant comme un point de départ possible pour une une action communautaire en termes de stabilité monétaire. Il propose aussi que la commission soumette annuellement un rapport au Conseil européen sur les progrès accomplis vers une politique économique et monétaire commune, ce qui permettrait d’instaurer un débat parlementaire régulier sur la situation de l’Union.
Europe des citoyens
Le quatrième chapitre qui s’intitule "L’Europe des citoyens", est la partie le moins long du rapport. Il aborde des sujets tels que la protection des droits des Européens, la sauvegarde des droits des consommateurs et la préservation de l’environnement. Le sujet de l’environnement se limite principalement à l’acceptabilité de l’implantation des centrales nucléaires. De plus, Tindemans propose dans ce chapitre, la mise en place d’une Fondation européenne qui vise à renforcer la compréhension mutuelle entre les peuples européens, tout en promouvant les interactions humaines. Cette proposition a été validée par le Conseil européen de Rome.
Renforcement d’ensemble de toutes les institutions communautaires
Le dernier chapitre, le cinquième, se concentre  sur le renforcement des institutions communautaires. Il préconise de valoriser le rôle du Conseil européen en tant qu’institution d’orientation politique générale, tout en restant conforme aux dispositions des traités. L’utilisation du vote à la majorité qualifiée au sein du Conseil des ministres est encouragée, notamment en matière de politique étrangère. Le rapport insiste également sur l’importance de renforcer les pouvoirs du Parlement européen, d’améliorer la cohésion de la Commission européenne et de lui conférer davantage de responsabilités exclusives.
Concernant le Parlement européen, Tindemans anticipe son élection au suffrage universel direct et suggère de lui conférer un droit d’initiative initialement restreint à des résolutions discutées par le Conseil, qui pourrait évoluer vers un véritable pouvoir législatif. Cependant, cette démarche demeure toutefois plus modérée que celle du rapport Vedel, qui prônait la co-décision parlementaire sur certains sujets.
Le rapport recommande à la Commission européenne d’intensifier son rôle politique et administratif. La désignation du président de la Commission devrait être effectuée par le Conseil européen, avec une confirmation requise par le Parlement, et avoir la responsabilité de choisir ses commissaires. Cette proposition vise à concilier démocratie et efficacité, tout en renforçant tant la légitimité que l’autorité de la Commission.
Enfin, le rapport plaide la préservation des organes existants, comme le COREPER (Comité des représentants permanents) et le Comité politique (dit Comité Davignon), considérées comme efficientes pour l’application des décisions communautaires. Il recommande également la généralisation de la délégation du pouvoir d’exécution à des organes ou individus spécifiques, dans le but d’assurer une mise en œuvre plus cohérente et rapide des politiques européennes.

## Les effets du rapport Tindemans
Constitué à un moment clé de la réflexion sur l’avenir des institutions européennes et commandé par les chefs d’État et de gouvernement de la Communauté européenne, ce rapport visait à définir une « conception d’ensemble » pour une future Union européenne à partir d’objectifs concrets plutôt que par une refonte juridique immédiate. C’est cette conception d’ensemble qui a prévalu et que nous retrouvons aujourd’hui.
Pour concrétiser cette vision, Tindemans définit l’Union européenne par des objectifs politiques communs plutôt que par des textes fondateurs abstraits. Il identifie quatre domaines stratégiques illustrant cette phase nouvelle : une politique étrangère commune, une union économique et monétaire, la solidarité régionale et sociale et une action communautaire touchant la vie quotidienne des individus.
Pour réaliser les objectifs communs il préconise une réforme institutionnelle afin que les ministres traitent conjointement les volets économiques et politiques de l’action extérieure européenne. La volonté de Tindemans était de dépasser les divergences de visions parmi les Européens et de tenter de concilier d’une part les fédéralistes partisans d’une fusion pure et simple des cadres économique et politique et d’autre part les souverainistes, attachés à une « stricte séparation entre l’économique et le politique ». Cette recommandation a été suivie en pratique. Dans l’Acte unique européen, on retrouve l’obligation de coopération politique.
En ce qui concerne la politique étrangère commune, le rapport propose d’introduire un principe de décision majoritaire en politique étrangère, domaine traditionnellement régi par la règle de l’unanimité. Les minorités devraient s’aligner sur les vues de la majorité.
En pratique le principe de décision à la majorité n’a pas été appliqué stricto sensu mais l’idée a continué de faire son chemin. En effet l’Acte unique précise qu’aucun État ne doit faire obstacle indûment à un consensus. Dans les années 1990, une politique étrangère et de sécurité commune a été mise en place prévoyant que certaines décisions pourront être prises à la majorité qualifiée.
L’objectif est que les Européens discutent ensemble des questions spécifiques de défense, de la sécurité du continent et même coopèrent en matière d’armement.
En ce qui concerne l’union économique et monétaire, Tindemans propose de renforcer le mécanisme de taux de change fixe de l’époque (appelé « serpent monétaire européen » ). L’idée est d’accroître le rôle du Fonds européen de coopération monétaire et de faciliter la libre circulation des capitaux. L’objectif est de créer en Europe une « zone de stabilité monétaire »  contribuant à la stabilité du système international. Cet objectif donnera naissance au système monétaire européen (SME) et par la suite à la monnaie unique : l’euro.
Conscient que tous les États ne pourraient pas progresser en même temps, le rapport a fait naître l’idée d’une Europe à deux vitesses. Cette notion, bien que non mentionnée expressément, a donné lieu à une Europe à géométrie variable lors de l’élargissement de l’Union.
Le rapport a eu des effets concrets sur le chapitre de l’Europe des citoyens. Ainsi ont été mis en place le passeport européen, le drapeau européen, les programmes d’échanges culturels et surtout les premières élections directes au Parlement européen en 1979, afin de renforcer la légitimité démocratique de l’Europe. Le rapport était visionnaire en ce qu’il prévoyait déjà la protection des droits des consommateurs et de l’environnement, la disparition des contrôles aux frontières, l’amélioration des communications et l’équivalence des diplômes.
Dans le même objectif de mettre en place une Europe pour et par les citoyens, le rapport préconise la reconnaissance et la protection des droits et libertés fondamentales. La convention européenne des droits de l’homme, ainsi que le recours des européens devant la Cour Européenne des droits de l’homme, trouvent leur genèse dans le texte.
L’héritage du rapport a permis d’alimenter le débat européen et a posé le cadre institutionnel de l’Union, en conciliant l’ambition d’une Europe unie avec le réalisme politique nécessaire à sa construction.